# COVID-19-Pandemie in Palau
COVID-19-Pandemie in Palau beschreibt die COVID-19-Pandemie in Palau, einem Inselstaat im Pazifischen Ozean mit rund 18.000 Einwohnern. Im März 2020 gab es einen COVID-19-Verdachtsfall bei einer 73-jährigen Touristin, einer Ärztin aus den USA, deren Testergebnis negativ ausfiel. Am 23. August 2021 wurden der WHO die ersten beiden Infektionsfälle gemeldet – am 12. September 2021 erfolgte die Meldung eines dritten Infizierten.

### Infektionen

Bestätigte Infizierte in Palau nach Daten der WHO. Oben kumuliert, unten Tageswerte. Die ersten zwei Infizierte wurden der WHO am 23. Aug. 2021 gemeldet

## Maßnahmen
Auf Palau wurde bereits Anfang Februar 2020 ein Notstand zur Vermeidung einer COVID-19-Pandemie ausgerufen, der vorläufig bis zum 3. April befristet war. Er wurde bis zum 17. April verlängert. Damit verbunden war die Schließung aller Schulen sowie aller staatlich mitfinanzierten Veranstaltungen und Workshops. Abgesagt wurden alle Schiffsreisen, Seehäfen und Flughäfen blieben geöffnet.
An den Flughäfen Palaus sind Gesundheitskontrollen mit Temperaturmessungen für ankommende Passagiere eingerichtet worden. Reisende, die grippeähnliche Symptome zeigen, wie erhöhte Temperatur, werden Blut- sowie Speicheltests unterzogen. Bis Ergebnisse vorliegen, sind diese Personen unter Quarantäne gestellt. Es herrscht ein temporäres Einreiseverbot für Besucher aus der Volksrepublik China und den Sonderverwaltungszonen Hongkong sowie Macao, die sich dort innerhalb der letzten 14 Tage aufgehalten haben. Diese Maßnahmen betreffen auch alle Transitreisende. Von diesen Maßnahmen ausgenommen sind Staatsangehörige Palaus und Ausländer mit Aufenthaltsbewilligung in Palau, die sich alle nach Ankunft sich in eine 14-tägige Quarantäne begeben müssen.
Mutmaßungen der Regierung Taiwans, einige Seeleute dieses Landes hätten sich bei einem Aufenthalt in Palau mit dem Virus infiziert, wurden von der Regierung Palaus als „sehr unwahrscheinlich“ zurückgewiesen.